# Merlin Polzin
Merlin Polzin (Hamburg, 7 november 1990) is een Duitse voetbaltrainer die in december 2024 werd aangesteld bij Hamburger SV.

## Clubcarrière
Polzin begon op vijfjarige leeftijd met voetballen bij Bramfelder SV, waar hij alle jeugdelftallen doorliep en uiteindelijk aanvoerder werd van de A-junioren. Hij debuteerde kortstondig in het eerste elftal, maar moest in 2011 zijn loopbaan als voetballer beëindigen vanwege artrose in zijn tenen.

## Trainerscarrière

### Hamburger SV (jeugd)
Polzin deed zijn eerste ervaring als trainer op in de jeugdopleiding van Hamburger SV.

### VfL Osnabrück
Polzin begon in 2014 als assistent-trainer onder Daniel Thioune bij de onder-17 VfL Osnabrück, een club uit de Duitse deelstaat Nedersaksen. In hun eerste seizoen (2014/15) promoveerde het team naar de B-Junioren Bundesliga. Nadat Thioune doorgeschoven was naar de onder-19, bleef Polzin in het seizoen 2015/16 actief bij de onder-17, waar hij als assistent werkte onder achtereenvolgens Hanjo Vocks en Alexander Ukrow. In het seizoen 2016/17 kreeg hij de verantwoordelijkheid over het onder-17-elftal als hoofdtrainer. Een jaar later werd hij assistent bij de onder-19, opnieuw onder Thioune. Na het ontslag van hoofdtrainer Joe Enochs in het seizoen 2017/18 nam Thioune de leiding over het eerste elftal over en werd Polzin opnieuw zijn assistent. Bij hun aanstelling stond Osnabrück op de 18e plaats, maar het lukte hen zich dat seizoen te handhaven. In het daaropvolgende seizoen (2018/19) werd Osnabrück kampioen in de 3. Liga en promoveerde de club naar de 2. Bundesliga. Als gevolg van deze prestatie werden de contracten van zowel Thioune als Polzin verlengd. In hun derde seizoen (2019/20) eindigde Osnabrück als promovendus op de 13e plaats, waarmee het zich zonder problemen handhaafde op het tweede niveau. Deze prestaties trokken de aandacht van Hamburger SV, waar Thioune en Polzin hun trainersloopbaan vervolgden.

### Hamburger SV
In de zomer van 2020 tekende Polzin een tweejarig contract als assistent-trainer bij Hamburger SV. Ondanks een derde plaats op de ranglijst werd hoofdtrainer Daniel Thioune na een 1–1 gelijkspel tegen Karlsruher SC  op de 30e speeldag ontslagen. Hij werd opgevolgd door clubicoon Horst Hrubesch. Polzin bleef aan als assistent-trainer. In het seizoen 2021/22 trad Tim Walter aan als hoofdtrainer, met Polzin als een van zijn assistenten. Onder leiding van Walter, voormalig trainer van onder meer Holstein Kiel, behaalde HSV in zowel het seizoen 2021/22 als 2022/23 de promotieplay-offs. In de eerste poging bleek Hertha BSC te sterk, een jaar later was  VfB Stuttgart de tegenstander die promotie naar de Bundesliga in de weg stond. In het seizoen 2023/24 werd Walter in februari ontslagen. Polzin nam tijdelijk de taken over en zat op 17 februari voor het eerst als hoofdverantwoordelijke op de bank, tijdens een met 2–2 gelijkgespeelde uitwedstrijd tegen Hansa Rostock. Kort daarna werd Steffen Baumgart aangesteld als nieuwe hoofdtrainer, waarna Polzin terugkeerde in zijn rol als assistent. Hij verlengde zijn contract bij de club.
Na een goede seizoensstart in 2024/25 volgde in oktober een mindere periode met vijf wedstrijden zonder overwinning. Op 24 november, na een 2–2 gelijkspel tegen Schalke 04, werd Baumgart na 27 wedstrijden ontslagen. Polzin werd opnieuw benoemd tot interim-trainer en maakte indruk met zijn prestaties. Technisch directeur Stefan Kuntz stelde hem na vier wedstrijden aan als hoofdtrainer voor de rest van het seizoen. Dit werd mede mogelijk doordat hij kort daarvoor was geslaagd voor zijn trainerscursus en het bijbehorende diploma behaalde.Onder leiding van Polzin kende HSV een goede hervatting van de competitie. Op 2 maart leed hij zijn eerste nederlaag als hoofdtrainer: een 2–0 verlies tegen SC Paderborn 07, met onder andere een doelpunt van voormalig HSV-speler Filip Bilbija. In april wist HSV slechts een van de vier wedstrijden te winnen, maar doordat de concurrentie eveneens punten verspeelde, bleef de club tweede op de ranglijst. In mei werd promotie naar de Bundesliga veiliggesteld met een 0–4 uitzege op SV Darmstadt 98 en een overtuigende 6–1 thuisoverwinning op SSV Ulm 1846. HSV eindigde als tweede achter kampioen 1. FC Köln en keerde na 2.555 dagen terug op het hoogste niveau. Om vertrouwen in hem en zijn technische staf uit te stralen, verlengde HSV vlak voor de start van het seizoen het contract van Polzin tot 2027. Ook zijn assistenten, Loïc Favé en Richard Krohn, tekenden bij tot die datum.

## Statistieken
| Van                             | Tot        | Club         | Duels | W | G | V | Pt | Ratio |
| ------------------------------- | ---------- | ------------ | ----- | - | - | - | -- | ----- |
| 22.12.2024                      |            | Hamburger SV | 17    | 9 | 4 | 4 | 31 | 1,82  |
| 01.12.2024                      | 21.12.2024 | Hamburger SV | 4 **  | 2 | 2 | 0 | 8  | 2,00  |
| 17.02.2024                      | 20.02.2024 | Hamburger SV | 1 *   | 0 | 1 | 0 | 1  | 1,00  |
| Bijgewerkt tot 24 december 2024 |            |              |       |   |   |   |    |       |

* Op 17 februari 2024 fungeerde Polzin als interim-trainer en zat hij als vervanger van de ontslagen Tim Walter voor één wedstrijd op de bank
** In december 2024 zat Polzin als interim-trainer vier wedstrijden op de bank na het ontslag van Steffen Baumgart

## Privé
Polzin groeide op in de Hamburgse wijk Bramfeld en is sinds zijn jeugd supporter van Hamburger SV. 